# Добра (Олесницький повіт)
Добра (пол. Dobra) — село в Польщі, у гміні Доброшиці Олесницького повіту Нижньосілезького воєводства.
Населення — 322 особи (2011).
У 1975-1998 роках село належало до Вроцлавського воєводства.

## Демографія
Демографічна структура станом на 31 березня 2011 року:
|          | Загалом | Допрацездатний вік | Працездатний вік | Постпрацездатний вік |
| -------- | ------- | ------------------ | ---------------- | -------------------- |
| Чоловіки | 173     | 33                 | 123              | 17                   |
| Жінки    | 149     | 31                 | 91               | 27                   |
| Разом    | 322     | 64                 | 214              | 44                   |